# Jack y su gran show de música
Jack y su gran show de música es un programa de televisión para niños que se emitió en la cadena de televisión Nick Jr. en los Estados Unidos, estrenado el 12 de septiembre del 2005. En Latinoamérica, la serie se estrenó el 7 de marzo del 2009 en Discovery Kids. En Canadá se transmitió en Treehouse TV en 2005.
Los personajes principales son Jack, su mejor amiga Mary, el perro baterista Mel, todos los cuales son títeres. El espectáculo tiene lugar en el patio trasero de Jack, y se centra en el amor de los personajes por la música. Cada episodio se ejecuta sin la publicidad de una duración de aproximadamente 22 minutos. Los personajes crean música en cada episodio, y suelen ir acompañados de otros títeres o músicos humanos. Cada episodio cuenta con dos videos musicales de artistas musicales de los niños, a excepción de "Sing-a-Long".
- Según el sitio web de Nick Jr.

La misión de Jack y su gran show de música es exponer y fomentar el aprecio de la música. Música e instrumentos musicales ayudan a los niños ampliar su universo y desarrollar la memoria, el lenguaje, la alfabetización y las habilidades de razonamiento, así como el desarrollo cognitivo, social, y habilidades motoras que se necesitan para sobresalir en la escuela.
El programa fue producido por Spiffy Pictures (David Rudman, Todd Hannert, y Adam Rudman). David Rudman, interpreta a Jack.
La serie fue nominada para un Premio Emmy en el 2008 como Mejor serie de televisión preescolar. Adam Rudman ganó seis premios Emmy por sus escritos en Plaza Sésamo.

## Puppets Invitados
- El lobo poco malo
- Las aves del Bongo
- Los bichos
- Henry el Monstruo
- Campamento de música
- Las Ardillas
- M.C. Tortuga
- Gertrudis la Marmota
- Scat Cat
- Phil Coo Coo-Bird
- Leonard la ardilla del campo
- Spunky el Alien
- La ardilla Earl

## Músicos invitados
La mayoría de los episodios cuentan con un video musical por el músico popular de niños Laurie Berkner. Laurie apareció en todos los episodios. Los videos musicales son producidos por Snap Films en Nueva York.
El músico Cathy Richardson se une a los personajes de la casa club en varios episodios, y también la voz de la madre de Jack, que habla fuera de cámara con Jack al principio y al final de cada episodio. Cuando ella aparece en la casa club, saluda a Mel con el lema "¿Qué tal?"
Otros músicos destacados en la serie, apareciendo ya sea en videos o con los títeres, incluyen:
- Yolanda Adams
- Andrew Bird
- Buddy Guy
- Steve Burns y Steven Drozd
- Comic Book Heroes
- Guy Davis
- Dirty Sock Funtime Band
- Rebecca Frezza
- Hot Peas 'N Butter
- Jerry Lawson and the Talk of the Town
- Khalil Middleton
- The Mighty Weaklings
- Milkshake
- Elizabeth Mitchell & Lisa Loeb
- Jamia Simone Nash
- Nuttin But Stringz
- Cathy Richardson
- Audra Rox
- Sweet Honey in the Rock
- Dan Zanes

## Personajes

### Principales
- Jack

Jack es un niño al que le encanta la música y debido a ello, todos los días toma un descanso en su ocupado horario para visitar su lugar favorito: el clubhouse de su patio trasero. Allí puede hacer lo que más le gusta del mundo: crear música, cantar, bailar y divertirse con su amiga Mary, su fiel perro Mel y sus vecinos, que siempre visitan el lugar. Cada episodio presenta notas y piezas musicales de músicos que se detienen en el divertido clubhouse. 
- Mary

Mary es la mejor amiga de Jack y siempre está dispuesta a embarcarse en sus aventuras musicales. Ella acompaña a Jack y a Mel con su acordeón, cantando, bailando y recibiendo a los innumerables invitados del club. 
- Mel

Mel es el cachorro de Jack. No puede hablar pero Jack, Mary y los invitados del club siempre consiguen entender lo que éste quiere decirles. Es un excelente baterista y todo un maestro para componer y elaborar ingeniosos e interesantes ritmos. 
- El Cuarteto Schwartzman

El Cuarteto Schwartzman es un grupo musical que canta canciones relacionadas con la trama del episodio.

### Secundarios
- La mamá de Jack

Nunca se ha visto pero al principio del capítulo se oye su voz.
- Yolanda Adams
- Andrew Bird
- Buddy Guy
- Steve Burns y Steven Drozd
- Comic Book Heroes
- Guy Davis
- Dirty Sock Funtime Band
- Rebecca Frezza
- Hot Peas 'N Butter
- Jerry Lawson and the Talk of the Town
- Leon Thomas III
- The Mighty Weaklings
- Milkshake
- Lisa Loeb
- Jamia Simone Nash
- Nuttin But Stringz
- Cathy Richardson
- Audra Rox
- Sweet Honey in the Rock
- David Pleasant

## Influencias
En una entrevista en la página web de Nick Jr., Rudman dice que El show de Jack Benny fue una influencia en Jack y su gran show de música (junto con The Little Rascals). Los nombres de Jack, Mary, Mel, y el Cuarteto "Schwartzman" son referencias a los personajes en El show de Jack Benny (Jack Benny, Livingstone Mary, Mel Blanc, y el Cuarteto Sportsmen).
- Datos: Q5854095